# Pseudidarnes
Pseudidarnes is een geslacht van vliesvleugeligen uit de familie Torymidae. De wetenschappelijke naam van dit geslacht is voor het eerst geldig gepubliceerd in 1927 door Girault.

## Soorten
Het geslacht Pseudidarnes omvat de volgende soorten:
- Pseudidarnes flavicollis Boucek, 1988
- Pseudidarnes minerva Girault, 1927